# Toby Collyer
Pour les articles homonymes, voir Collyer.
Toby Collyer, né le 3 janvier 2004 à Worthing, est un footballeur anglais qui joue au poste de milieu défensif à West Bromwich Albion prêter par Manchester United.

## Biographie

### Carrière en club
Né à Worthing en Angleterre et passé par l'Angmering School, dans le Sussex de l'Ouest, Toby Collyer est formé par le Brighton & Hove Albion, où il s'illustre en équipes de jeunes, sans toutefois commencer sa carrière professionnelle avec le club de championnat d'Angleterre,.
En mars 2022, il rejoint le Manchester United, ce qui en fait le premier joueur signé par Ralf Rangnick  en championnat d'Angleterre,,,. Il fait forte impression dès sa première saison, avec l'équipe des moins de 21 ans en Premier League 2, avant d'être inclus dans l'équipe première en pré-saison à l'été 2023, faisant ses débuts en match amical contre Wrexham le 26 juillet 2023.
Impressionnant à nouveau lors de la pré-saison 2024 alors qu'il vient de prolonger son contrat, il est définitivement intégré à l'équipe première d'Erik ten Hag pour la saison à venir,,,. Il joue son premier match officiel avec l'équipe première du club le 10 août 2024, entrant en jeu lors du match perdu aux tirs au but contre Manchester City en Community Shield, où ses débuts sont jugés positivement malgré la défaite.
Le 15 août 2025, Collyer signe en prêt à West Bromwich Albion pour la saison 2025-2026 en Championship.

### Carrière en sélection
Déjà international dans les catégories inférieures,, Toby Collyer joue pour la première fois avec l'équipe d'Angleterre des moins de 20 ans en octobre 2024.

## Statistiques

### En club
| Saison                | Club                        | Championnat           | Championnat | Championnat | Championnat | Coupe nationale | Coupe nationale | Coupe nationale | Coupe de la Ligue | Coupe de la Ligue | Coupe de la Ligue | Supercoupe | Supercoupe | Supercoupe | Compétition(s) continentale(s) | Compétition(s) continentale(s) | Compétition(s) continentale(s) | Compétition(s) continentale(s) | Total | Total | Total |
| Saison                | Club                        | Division              | M.          | B.          | P.d.        | M.              | B.              | P.d.            | M.                | B.                | P.d.              | M.         | B.         | P.d.       | Comp.                          | M.                             | B.                             | P.d.                           | M.    | B.    | P.d.  |
| 2024-2025             | Manchester United           | Premier League        | 6           | 0           | 0           | 1               | 0               | 0               | 1                 | 0                 | 0                 | 1          | 0          | 0          | C3                             | 4                              | 0                              | 0                              | 13    | 0     | 0     |
| 2025-2026             | West Bromwich Albion (prêt) | Championship          | 0           | 0           | 0           | 0               | 0               | 0               | 0                 | 0                 | 0                 | -          | -          | -          | -                              | -                              | -                              | -                              | 0     | 0     | 0     |
| Total sur la carrière | Total sur la carrière       | Total sur la carrière | 6           | 0           | 0           | 1               | 0               | 0               | 1                 | 0                 | 0                 | 1          | 0          | 0          | -                              | 4                              | 0                              | 0                              | 13    | 0     | 0     |

## Palmarès
| Manchester United (0)                        |
| -------------------------------------------- |
| - Community Shield (0) : - Finaliste en 2024 |